# Alexander Artemev
Alexander Vladimirovich Artemev, em russo:  Александр Владимирович Артемьев, (Minsk, 29 de agosto de 1985) é um ginasta norte-americano que compete em provas de ginástica artística.
Artemev fora o suplente da equipe olímpica norte-americana masculina de ginástica e foi convocado a competir apenas dois dias antes dos Jogos, devido a uma lesão no tornozelo esquerdo, sofrida pelo até então titular, Morgan Hamm.
Vladimir Artemev, seu pai, migrou para os Estados Unidos, em 1994, quando Alexander tinha apenas nove anos. Em dezembro de 2002, pai e filho receberam a cidadania norte-americana.
Seu aparelho de melhor desempenho e resultados é o cavalo com alças.

## Carreira
Alexander Vladimirovich Artemev nasceu na União Soviética em 29 de agosto de 1985 e é o filho único do casal Vladimir e Svetlana Artemev, seus treinadores. Atualmente, o jovem treina no ginásio em que seu pai é o responsável pelo treinamento dos mais experientes, o 5280 Gymnastics.
A carreira sênior de Artemev, iniciada em 2002, fora brevemente interrompida no decorrer deste mesmo ano, devido a lesões sofridas. Contudo, em 2003, o ginasta mostrou-se apto novamente, ao conquistar sua primeira medalha internacional, no Mundial de Anhaneim: a prata por equipes. Artemev fora o suplente, mas ainda assim, saiu premiado. Em 2004, na classificatória para as Olimpíadas, o atleta não conseguiu cumprir com sua difíceis rotinas e não qualificou-se para a equipe Nacional, que disputou os Jogos de Atenas.
Em 2006, Alexander ganhou três medalhas de ouro no Campeonato Nacional Visa realizado em Saint Paul - individual geral, cavalo com alças e barras paralelas. Em seguida, competiu em seu primeiro Mundial enquanto ginasta titular, o Campeonato de Aarhus, na Dinamarca. Nesta edição, o atleta foi o único membro da equipe masculina norte-americana a subir ao pódio - com o bronze no cavalo com alças, tornando-se o primeiro estadunidense a conquistar uma medalha individual mundial desde 1979.
No Campeonato Nacional Visa do seguinte ano realizado em San Jose, Artemev ganhou duas medalhas, uma de ouro no cavalo com alças, e outra de prata nas barras paralelas além de ter ficado em quarto lugar no individual geral. No Campeonato Mundial de 2007, em Stuttgart – mais uma vez ajudou a equipe norte-americana a conquistar a quarta colocação na final por equipes. Em campeonatos nacionais norte-americanos, Alexander é campeão do individual geral e bicampeão do cavalo com alças, entre as edições de 2006 e 2008.
Em 2008, nos Jogos Olímpicos de Pequim, Artemev fez parte da equipe norte-americana, formada ainda por Raj Bhavsar, Joe Hagerty, Jonathan Horton, Justin Spring e Kai Wen Tan. O grupo conquistara a medalha de bronze na disputa por equipes, atrás, dos japoneses e dos chineses, prata e ouro respectivamente.
Qualificado para outras duas finais, Artemev não subira ao pódio em nenhuma delas. Na primeira, a do individual geral, Alexander terminou com a décima segunda posição. Em seguida, na final do cavalo com alças, após sofrer uma queda, terminou em sétimo lugar.

## Principais resultados
| Ano  | Evento                                    | AA                | Equipe            | Solo | Cavalo com alças  | Argolas | Salto sobre o cavalo | Barras paralelas | Barra fixa |
| ---- | ----------------------------------------- | ----------------- | ----------------- | ---- | ----------------- | ------- | -------------------- | ---------------- | ---------- |
| 2001 | Campeonato Nacional Olímpico (júnior)     | Medalha de prata  |                   |      | 4º                |         |                      | 4º               |            |
| 2002 | Campeonato Nacional Olímpico (júnior)     | Medalha de bronze |                   |      |                   |         |                      |                  |            |
| 2003 | Campeonato Nacional Olímpico (júnior)     |                   | 4º                |      | 4º                |         |                      |                  |            |
| 2004 | Campeonato Nacional Olímpico (júnior)     |                   |                   |      |                   |         |                      | Medalha de ouro  |            |
| 2006 | Campeonato Americano Visa                 | Medalha de ouro   |                   |      | Medalha de ouro   |         |                      | Medalha de ouro  |            |
| 2006 | Campeonato Mundial de Ginástica Artística | 22º               |                   |      | Medalha de bronze |         |                      |                  |            |
| 2007 | Campeonato Mundial de Ginástica Artística |                   | 4º                |      | 6º                |         |                      |                  |            |
| 2008 | Campeonato Americano Visa                 | 6º                |                   |      | 5º                |         |                      | Medalha de prata |            |
| 2008 | Jogos Olímpicos                           | 12º               | Medalha de bronze |      | 6º                |         |                      |                  |            |